# Smaranda Brăescu
Smaranda Brăescu, née le 21 mai 1897 et morte le 2 février 1948 est une pionnière roumaine du parachutisme et de l'aviation, détentrice en son temps de plusieurs records du monde. Ses exploits lui ont valu le surnom de « Reine des hauteurs ».

## Biographie
Smaranda naît le 21 mai 1897 dans une famille modeste, du village de Hănţeşti, commune de Buciumeni, dans l'actuelle comté de Galați en Roumanie. Après la Première Guerre mondiale, elle est enseignante suppléante dans son village natal.   
Hormis un frère pilote, rien ne la destine à l'aéronautique. En 1918, elle vole pour la première fois, dans un avion Farman piloté par le capitaine Dumitru Naidinescu. Emballée, elle postule pour l'école militaire de Tecuci, mais sa candidature est rejetée. Elle étudiera donc les Arts décoratifs et la céramique à l’Académie des Beaux-arts de Bucarest de 1924 à 1928, et soutient une thèse de doctorat sur la « pérennité des types raciaux daces et romains dans l’art antique et la Roumanie moderne ». 
En 1928 en Allemagne, elle utilise les deux tiers de ses économies pour s’acheter un parachute et est le 5 juillet la première Roumaine à pratiquer cette discipline, avec un premier saut d'une altitude de 600 m,. Après deux jours de formation et un saut nominal elle obtient sa licence à Berlin : elle devient la première Roumaine et l'une des premières femmes au monde, titulaire d'une licence de parachutisme, et fait de la Roumanie le troisième ou quatrième pays au monde dont une citoyenne est parachutiste. Le 26 octobre 1928, elle fait partie de l'équipe qui accomplit ensemble le premier saut en parachute sur la Roumanie, à Băneasa. 
Elle se blesse pourtant grièvement le 17 août 1930 à Satu Mare lors d'un atterrissage, et reste clouée au lit pendant cinq mois, les deux jambes brisées. 
Le 2 octobre 1931, elle établit le record du monde féminin du plus haut saut en parachute (d'environ 6 000 m, soit plus de 600 m de plus que le record précédent, détenu par une Américaine) après qu'elle a sauté d'un Potez 25 piloté par le lieutenant Alexandru Papană (ro), descendu pendant 21 minutes et 25 secondes et atterri sur la plaine de Bărăgan (Roumanie) à 10 km du point prévu. 
Mais le soutien que lui apportent les autorités roumaines est faible, si bien que Smaranda s'embarque pour les États-Unis le 15 décembre afin de poursuivre sa carrière de parachutiste. Le 19 mai 1932, elle bat de 660 m le record du monde toute catégorie en s'élançant de 7 315 m à Sacramento, en Californie,,.
Le 8 octobre de la même année, Smaranda Brăescu obtient à l'école de pilotage Curtiss Wright de New York sa licence de pilote privé : elle est la première Européenne à recevoir une licence américaine.  
Dès lors elle devient une héroïne : c'est escortée par 30 autres appareils qu'elle vole en triomphe à un spectacle aérien au Canada où elle est invitée. 
Elle rentre en Roumanie le 24 mars 1933, où elle est décorée de l'Ordre du mérite aéronautique, classe Croix d'or. 
Une collecte organisée par le quotidien Universul lui permet d'acquérir un Miles Hawk qu'elle baptise Aurel Vlaicu : c'est un avion moderne, raisonnablement bon marché, et d'une autonomie élevée de près de 1 000 km. Elle en prend possession à Londres le 21 août 1935, franchit la Manche dans le brouillard et se pose à Dieppe. Elle regagne Bucarest le 11 octobre, via Le Bourget, Toul, Nancy, Strasbourg, Boblingen, Landsberg, Munich, Vienne, Arad. Le 26 avril 1936 elle rejoint Rome sans escale de 1 150 km, survolant Belgrade, Zagreb et Venise et surtout les montagnes de Yougoslavie dans la tempête. Quelques jours plus tard elle bat le record de la traversée de la mer Méditerranée entre Rome et Tripoli, aux commandes du Aurel Vlaicu (1 100 km en 6 heures et 10 minutes). Une tempête de sable la contraint à terminer le vol par un atterrissage d'urgence à Benghazi.  
De retour en Roumanie le 30 mai 1936 (via Brindisi, Athènes, Sofia), elle vend le Miles Hawk pour acheter un Messerschmitt Bf108B Taifun, de plus longue portée. Du 8 au 10 novembre elle vole vers Berlin, Hambourg et Chemnitz.  
À l'approche de la Seconde Guerre mondiale, elle travaille comme formatrice au 1er bataillon de parachutistes de Băneasa. Le roi Carol II lui confère en 1939 une nouvelle décoration ,. Pendant la guerre elle sert au service de santé de l'armée de l'air : elle pilote un des avions sanitaire de l'Escadrille blanche sur le front de l'est, puis des appareils de l'escadron de reconnaissance et d'observation 13 et de l'escadron de communication 113 sur celui de l'ouest jusqu'au 12 mai 1945. Elle reçoit pour ces faits d'arme la croix Queen Mary, troisième échelon. 
Proche de la Garde de Fer, elle cosigne un document condamnant les élections législatives roumaines de 1946, ce qui lui vaut d'être condamnée par contumace à deux ans de prison. Elle entre alors dans la clandestinité — semble-t-il sous le pseudonyme de Maria Popescu — et s'envole pour la Transylvanie. Elle aurait alors participé à des opérations de parachutage d’agents occidentaux et d’exfiltration de résistants de la Garde de Fer, dans le cadre du Mouvement national de résistance ou de l'organisation anti-communiste Sumanele Negre (ro). Elle trouve asile quelque temps dans un monastère orthodoxe de Cluj. En dépit d'une opération chirurgicale menée clandestinement à la clinique universitaire de Cluj, elle décède d'un cancer du sein le 2 février 1948,. Ses restes n'ont pas été retrouvés ; selon des recherches non confirmées, elle aurait peut-être été enterrée au cimetière central de Cluj-Napoca sous son nom de clandestin, dans une tombe disparue en 1970.

## Hommages
- Une rue de Bucarest porte son nom[N 5].
- En 1996, le 498e bataillon de parachutiste est nommé « Smaranda Brăescu ». Un espace lui est dédié au Musée aéronautique de Bucarest[1].